# Гемофарм Вршац (баскетбольний клуб)
«Гемофарм Вршац» (серб. Vršac) — сербський професійний баскетбольний клуб з міста Вршац.
Бере участь у  чемпіонаті Сербії. 
Домашнюю площадкою клубу є спортивно-діловий центр «Міленіум», що вміщує до  5000 осіб. 

## Історія назв
- Едност (1946—1959)
- Младост (1959—1967)
- Инекс Бріксол (1967—1977)
- Агропанонія (1977—1981)
- Вршац (1981—1989)
- Інекс (1989—1992)
- Гемофарм (1992—2012)
- Вршац (2012—)

## Досягнення
- Переможець Ліги ABA: 2004/2005
- Фіналіст Кубка Корача: 2001, 2003, 2006, 2008
- Фіналіст Ліги ABA: 2008
- Фіналіст чемпіонату: 2003/2004, 2004/2005, 2007/2008, 2009/2010, 2010/2011